# Període dels estats del Nord i del Sud
El període dels estats del Nord i del Sud (698 dC - 936 dC) és un període de la història de Corea quan la Silla unificada i Balhae van coexistir al sud i al nord del país,. Alguns defineixen aquest període simplement com el de la Silla unificada, però va ser incompleta i les persones del destruït Goguryeo s'establiren a Balhae.